# Новомиколаївка (Зайцівська сільська громада)
Новомикола́ївка — село в Україні, у Зайцівській сільській територіальній громаді Синельниківського району Дніпропетровської області. Населення за переписом 2001 року становить 43 особи. 

## Історія
7 (20) листопада 1917 року, відповідно до Третього Універсалу Української Центральної Ради, увійшло до складу Української Народної Республіки.
До 2017 року орган місцевого самоврядування - Майська сільська рада.
12 червня 2020 року, відповідно до розпорядження Кабінету Міністрів України № 709-р від «Про визначення адміністративних центрів та затвердження територій територіальних громад Дніпропетровської області», увійшло до складу Зайцівської сільської громади.
19 липня 2020 року, в результаті адміністративно-територіальної реформи та ліквідації   Синельниківського (1923—2020) району, село увійшло до складу новоутвореного Синельниківського району.

## Географія
Село Новомиколаївка знаходиться на березі пересихаючої річки Березнегувата, вище за течією на відстані 4 км розташоване село Романівка, нижче за течією на відстані 3,5 км розташоване село Максимівка. На відстані 1 км розташоване село Майське. Поруч проходить автомобільна дорога Т 0426.

## Інтернет-посилання
- Погода в селі Новомиколаївка [Архівовано 7 червня 2016 у Wayback Machine.]